# Lista de membros da Royal Society eleitos em 1905
Esta é uma lista de Membros da Royal Society eleitos em 1905.

## Fellows
1. Henri Moissan (1852 -1907)
2. Ludimar Hermann (1838 -1914)
3. John Edward Campbell (1862 -1924)
4. George William Lamplugh (1859 -1926)
5. John George Adami (1862 -1926)
6. William Henry Dines (1855 -1927)
7. Hendrik Lorentz (1853 -1928)
8. Hugo de Vries (1848 -1935)
9. William Arthur Bone (1871 -1938)
10. Ernest MacBride (1866 -1940)
11. Sir David Prain (1857 -1944)
12. Sir Martin Onslow Forster (1872 -1945)
13. Edwin Stephen Goodrich (1868 -1946)
14. Sir Frederick Gowland Hopkins (1861 -1947)
15. Robert John Strutt Rayleigh (1875 -1947)
16. Sir Arthur Mostyn Field (1855 -1950)
17. Francis Wall Oliver (1864 -1951)
18. George Frederick Charles Searle (1864 -1954)
19. Sir Edmund Taylor Whittaker (1873 -1956)